# Arthur Heygate Mackmurdo

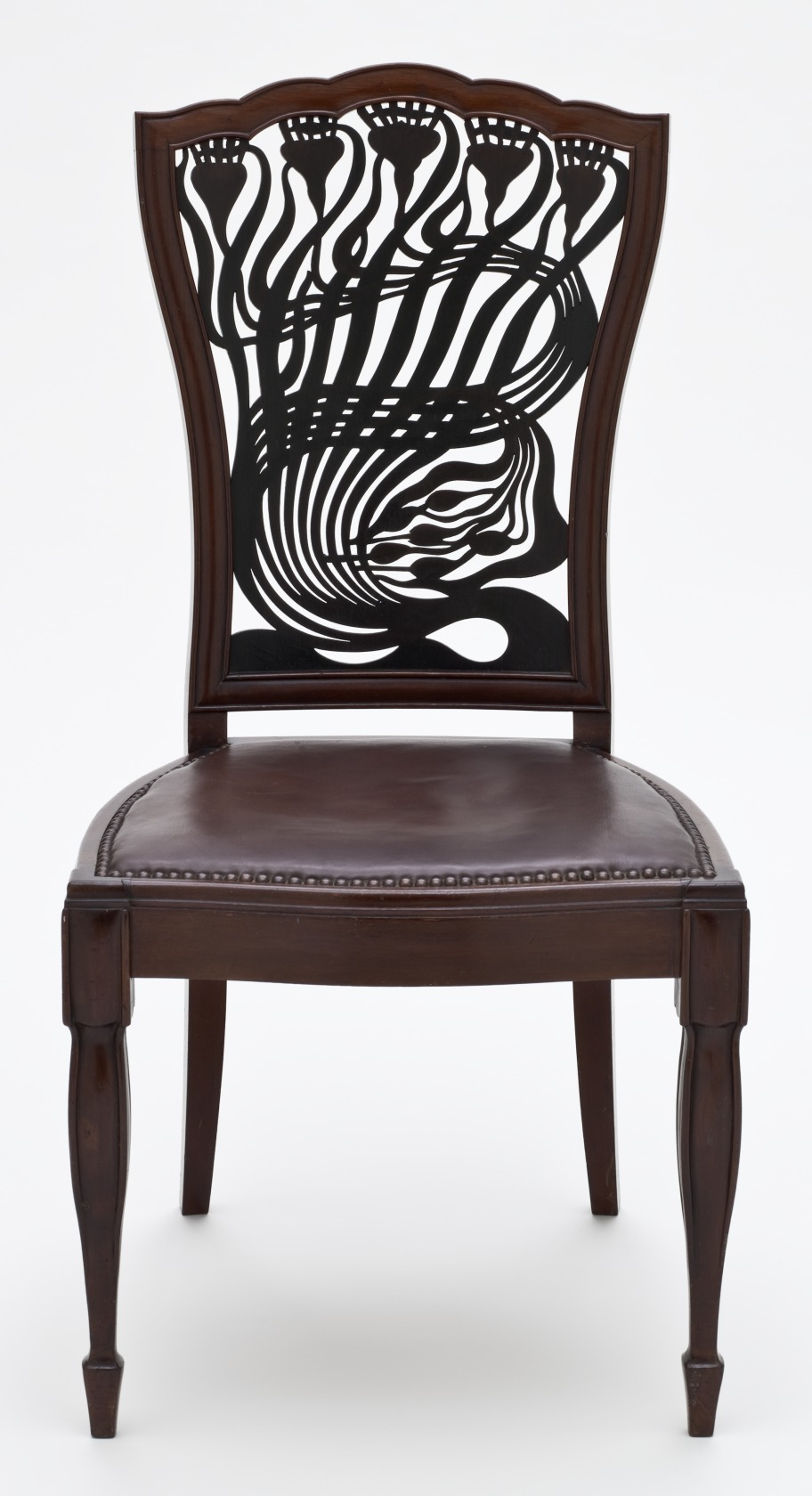
Arthur Heygate Mackmurdo: Chair, ca. 1883

Arthur Heygate Mackmurdo (* 21. Februar 1851 in London; † 27. Dezember 1942 ebenda) war ein britischer Architekt und Designer sowie einer der Begründer der Arts-and-Crafts-Bewegung.

## Leben
Arthur Heygate Mackmurdo wurde 1851 in London geboren. Er absolvierte eine Ausbildung beim Architekten James Brooks und begann früh seine Karriere als Architekt und Designer. Im Jahr 1883 gründete er gemeinsam mit anderen Künstlern die Art Workers’ Guild, eine Künstlervereinigung, die sich für hochwertige handwerkliche Gestaltung und gegen industrielle Massenproduktion einsetzte. Mackmurdo trug maßgeblich zur Verbreitung des Arts-and-Crafts-Stils bei, der eine Gegenbewegung zum viktorianischen Historismus darstellte. Neben seiner Arbeit als Architekt gestaltete er Möbel, Tapeten, Buchumschläge und andere dekorative Objekte. Er verstarb 1942 in London.

## Werk

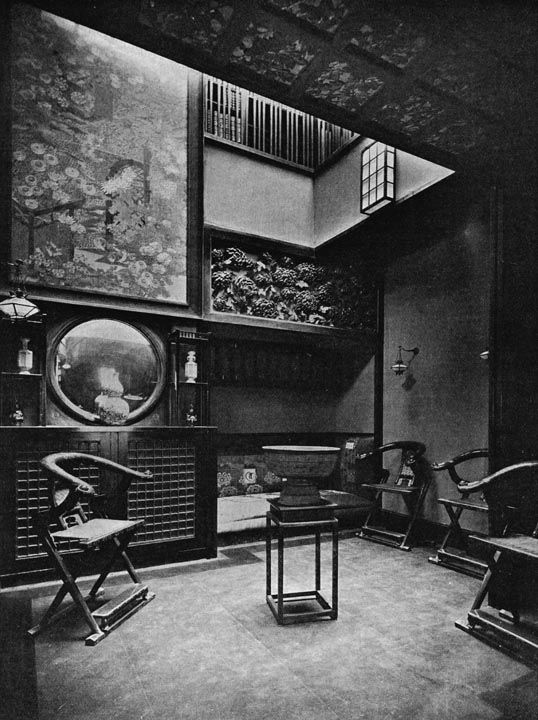
The Japanese House von Mortimer Menpes, entworfen von Arthur Heygate Mackmurdo. 25 Cadogan Gardens in London, England

Arthur Heygate Mackmurdo war bekannt für die Kombination klarer, fließender Linien mit organischen Ornamenten, die als Vorläufer des Jugendstils (Art Nouveau) gelten. Seine Entwürfe zeichnen sich durch eine elegante Schlichtheit und eine Rückbesinnung auf handwerkliche Qualität aus. Besonders bekannt sind seine Möbelstücke und dekorativen Entwürfe, die durch florale und geometrische Muster geprägt sind. Als Architekt entwarf er unter anderem Kirchen und Wohnhäuser im Arts-and-Crafts-Stil.